# Sheila Cussons
Sheila Cussons (bij Piketberg, 9 augustus 1922 – Kaapstad, 25 november 2004) was een Afrikaanstalige Zuid-Afrikaanse dichter en beeldend kunstenaar.

## Levensloop
Sheila Cussons werd op de Moravische zendingspost bij Piketberg, ten noorden van Kaapstad, geboren. Zij was van Ierse afkomst. Hoewel thuis vaak Engels werd gesproken was de huistaal Afrikaans. Vanwege het werk van haar vader bij de ZA spoorwegen heeft ze tijdens haar jeugd op veel plekken gewoond en veel verschillende scholen bezocht. Zij studeerde aan het Departement voor Schone Kunsten van de Universiteit van Natal in Pietermaritzburg , waar ze haar BA en MA behaalde. Een van haar studie opdrachten was het maken van een portretstudie van de Nederlandse dichter A. Roland Holst tijdens diens bezoek aan Pietermaritzburg in 1941. Zij was zeer succesvol als kunstenares, met exposities in Johannesburg, Kaapstad en Pretoria.
Cussons woonde nog een tijd in Worcester voordat ze, na de Tweede Wereldoorlog naar Europa vertrok; eerst naar Londen en vervolgens naar Amsterdam om grafische kunst te studeren. In die tijd was ze getrouwd met de letterkundige C.J.M. Nienaber. Het Letterkundig Museum in Den Haag bezit enkele brieven van haar aan Jan Greshoff. In Amsterdam kwam ze in contact met enkele daar wonende en werkende Afrikaners, onder wie N.P. van Wyk Louw, docent Afrikaans aan de Universiteit van Amsterdam (1949-1958), met wie ze intiem bevriend raakte en een langdurige correspondentie onderhield. Sheila Cussons noemde zich altijd eerder schilder dan dichter. Haar belangstelling voor visuele kunst heeft duidelijk invloed gehad op haar gedichten. Haar eerste bundel Plektrum bevat verscheidene gedichten waarin kunstproducten als schilderijen, wandtapijten en etsen verwoord worden of waarin de natuur in schilderstermen beschreven wordt. Dit laatste geldt met name voor het gedicht Twee winter-akwarelle van Amsterdam. Ze keerde terug naar Zuid-Afrika toen ze hoorde dat haar enige broer was overleden. In 1956 trouwde Cussons met een Spaanse zakenman, die ze in Amsterdam had leren kennen, en vestigde zich in Barcelona, waar ze 21 jaar zou wonen. Het echtpaar kreeg twee zonen. Ze bekeerde zich tot het katholieke geloof en werd in 1957 gedoopt. Haar Spaanse periode was een zeer vruchtbare periode. Haar eerste zes bundels noemde Cussons haar “Spaanse bundels”, omdat ze allemaal in Spanje ontstaan zijn. In 1974 liep ze ernstige brandwonden op bij een ongeluk in huis. Ze moest twee jaar in een ziekenhuis verblijven waar ze een aantal amputaties onderging. Haar ervaringen in deze periode zijn vastgelegd in de bundel Die swart kombuis.
In 1982 ging ze naar Zuid-Afrika om twee literaire prijzen in ontvangst te nemen, maar besloot toen om er te blijven. Sindsdien woonde ze in Kaapstad. Hier is ze in 2004, in het katholieke Nazareth House in Vredehoek, overleden.

## De dichteres
Als negenjarige schreef en illustreerde Sheila Cussons haar eerste gedichten waarmee ze nationale prijzen behaalde (Eisteddfod scholierenprijzen voor poëzie en tekenwerk). Ook schreef ze verhaaltjes die ze zelf illustreerde. Deze verschenen in Die Jongspan. Vanaf 1924 verschenen haar gedichten regelmatig in het populaire weekblad Huisgenoot en het literaire tijdschrift Standpunte. In het Engels georiënteerde Pietermaritzburg kwam ze tijdens haar studie in contact met enkele docenten Afrikaans, van wie D.J. Opperman de belangrijkste was. Onder hem als mentor begon Cussons haar gedichten in het Afrikaans te schrijven. Zij debuteerde pas in 1970 met de bundel Plektrum waaraan ze 25 jaar werkte. Het was Opperman die haar steeds aanraadde om te wachten met publiceren. In totaal verschenen van haar hand een tiental dichtbundels. Haar gedichten worden gekenmerkt door een religieuze en mystieke inslag. Het rooms-katholieke geloof en haar ongeluk hebben hier ongetwijfeld toe bijgedragen.
Ter gelegenheid van haar zestigste verjaardag in 1982 gaf Tafelberg, haar vaste uitgever, twee werken van haar uit: Gestaltes 1947, haar enige proza dat zij reeds in 1947 in Londen geschreven had, en Omtoorvuur, een selectie van haar gedichten, met tekeningen en etsen van de auteur zelf. Cussons ontwierp ook de omslagen van deze twee werken. Zij vertaalde uit het Spaans verhalen van Jorge Luis Borges die in 1981 verschenen in de bundel Die vorm van die swaard en ander verhale. In 1985 verscheen Poems: a selection met een selectie van door de auteur zelf in het Engels vertaalde gedichten. Amanda Botha stelde twee dichtbundels samen: 'n Engel deur my kop (1997), een keuze uit Cussons religieuze poëzie, en Die asem wat ekstase is (2000), een keuze uit haar niet-religieuze gedichten. Ten slotte verscheen na haar dood haar Versamelde gedigte (2006).

### Dichtbundels
- 1970 - Plektrum
- 1978 - Die swart kombuis
- 1978 - Verf en vlam
- 1978 - Donderdag of Woensdag
- 1979 - Die skitterende wond
- 1979 - Die sagte sprong
- 1980 - Die somerjood
- 1981 - Die woedende brood
- 1982 - Omtoorvuur, 'n keur uit die poësie van Sheila Cussons
- 1983 - Verwikkelde lyn
- 1984 - Membraan
- 1985 - Poems: a selection
- 1988 - Die heilige modder
- 1990 - Die knetterende woord
- 2006 - Versamelde gedigte

### Fiksie
- 1982 - Gestaltes 1947

### Vertaling
- 1981 - Die vorm van die swaard en ander verhale (uit het Spaans vertaalde korte verhalen van Jorge Luis Borges)

## Prijzen
- 1970 - Ingrid Jonkerprys (Plektrum)
- 1971 - Eugène Maraisprys (Plektrum)
- 1972 - WA Hofmeyrprys (Plekturm)
- 1981 - CNA-prys (Die woedende brood)
- 1982 - WA Hofmeyrprys (Die woedende brood)
- 1982 - Louis Luytprys prys (Die woedende brood)
- 1983 - Hertzogprys (voor haar hele œuvre)
- 1991 - W.A. Hofmeyrprijs (Die knetterende woord)